# Dąbrowa (gmina Ludwin)
Dąbrowa – wieś w Polsce położona w województwie lubelskim, w powiecie łęczyńskim, w gminie Ludwin.
W latach 1975–1998 miejscowość należała administracyjnie do województwa lubelskiego.
Wieś stanowi sołectwo gminy Ludwin. Według Narodowego Spisu Powszechnego z roku 2011 wieś liczyła 273 mieszkańców.
Nazwa Dąbrowa pojawia się w wykazie nazw miejscowych w roku 1967 wówczas jako Dąbrowa kolonia, od 1969 jako Dąbrowa.